# ハジディモヴォ
座標: 北緯41度31分 東経23度52分 / 北緯41.517度 東経23.867度

ハジディモヴォ
Хаджидимовоハジディモヴォ ブルガリア内のハジディモヴォの位置

ハジディモヴォ（ブルガリア語: Хаджѝдимово、ラテン文字転写:Hadzhidimovo）はブルガリア南西部の町、およびそれを中心とした基礎自治体。ブラゴエヴグラト州に属する。南にギリシャと国境を接している。

## 概況
メスタ川渓谷の中に位置し、リラ山脈、ロドピ山脈、ピリン山脈などの山々に囲まれている。気候は地中海性気候に属し、冬季には摂氏0度以下まで下がる。

## 町村
ハジディモヴォ基礎自治体（Община Хаджидимово）には、その中心であるハジディモヴォをはじめ、以下の町村（集落）が存在している。
- ハジディモヴォ (Хаджидимово)
- Ablanitsa (Абланица)
- Beslen (Беслен)
- Blatska (Блатска)
- Gaytaninovo (Гайтаниново)
- Ilinden (Илинден)
- Koprivlen (Копривлен)
- Laki (Лъки)
- Nova Lovcha (Нова Ловча)
- Novo Leski (Ново Лески)
- Paril (Парил)
- Petrelik (Петрелик)
- Sadovo (Садово)
- Teplen (Теплен)
- Teshovo (Тешово)